# Ingolstadt Hauptbahnhof
Ingolstadt Hauptbahnhof egy átmenő vasútállomás Németországban, Ingolstadtban. 1867. november 14-én nyílt meg. Az állomáson a távolsági ICE és a regionális vonatok is megállnak.

## Vasútvonalak
Az alábbi vasútvonalak érintik a pályaudvart:
- Paartalbahn (KBS 983)
- Nürnberg–Ingolstadt–München nagysebességű vasútvonal (KBS 900/901/990)
- Ingolstadt–Treuchtlingen-vasútvonal (KBS 990)
- Donautalbahn (KBS 993)
- Ingolstadt–Riedenburg-vasútvonal (megszűnt)

## Forgalom

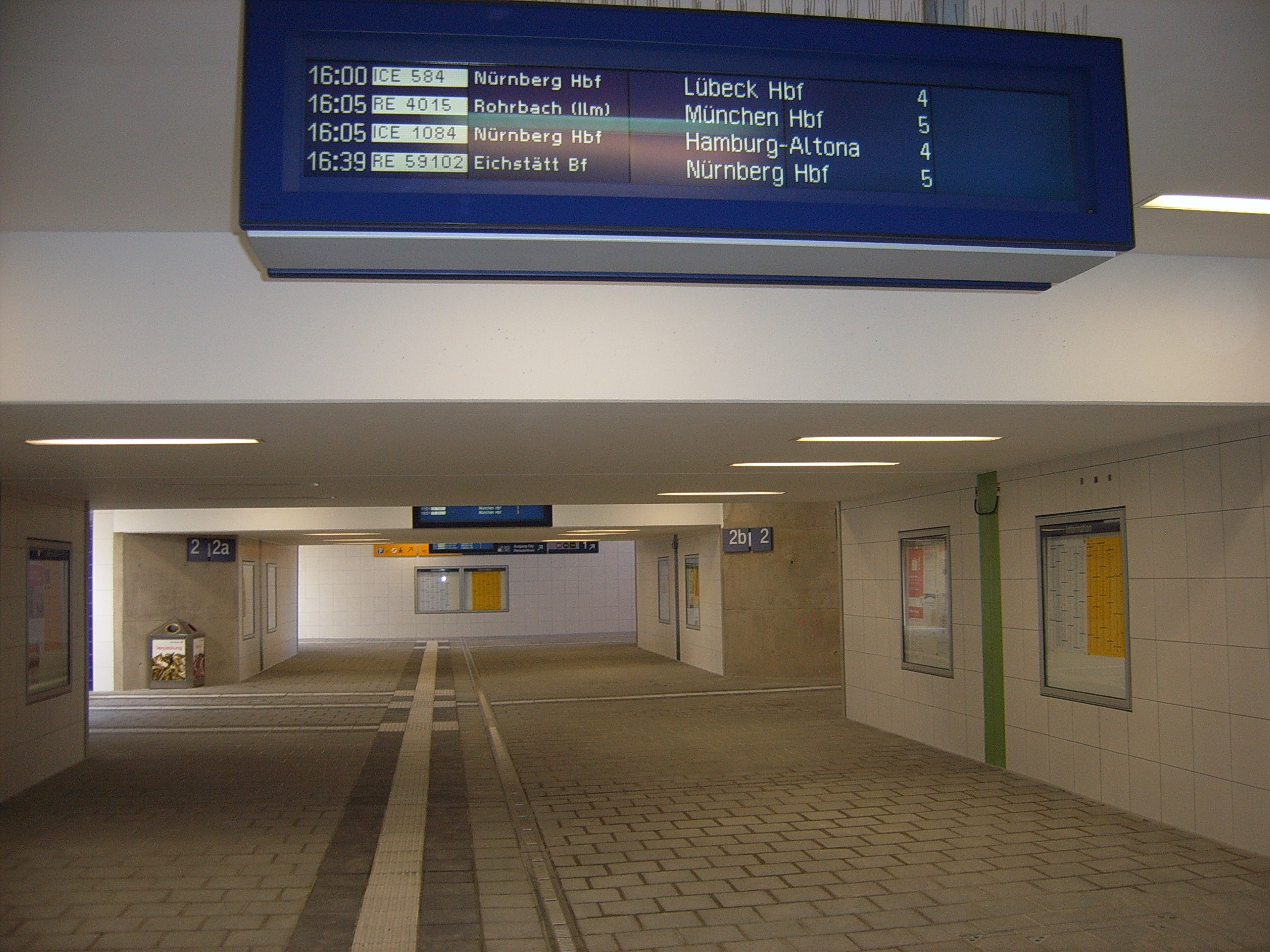
Az állomás aluljárója

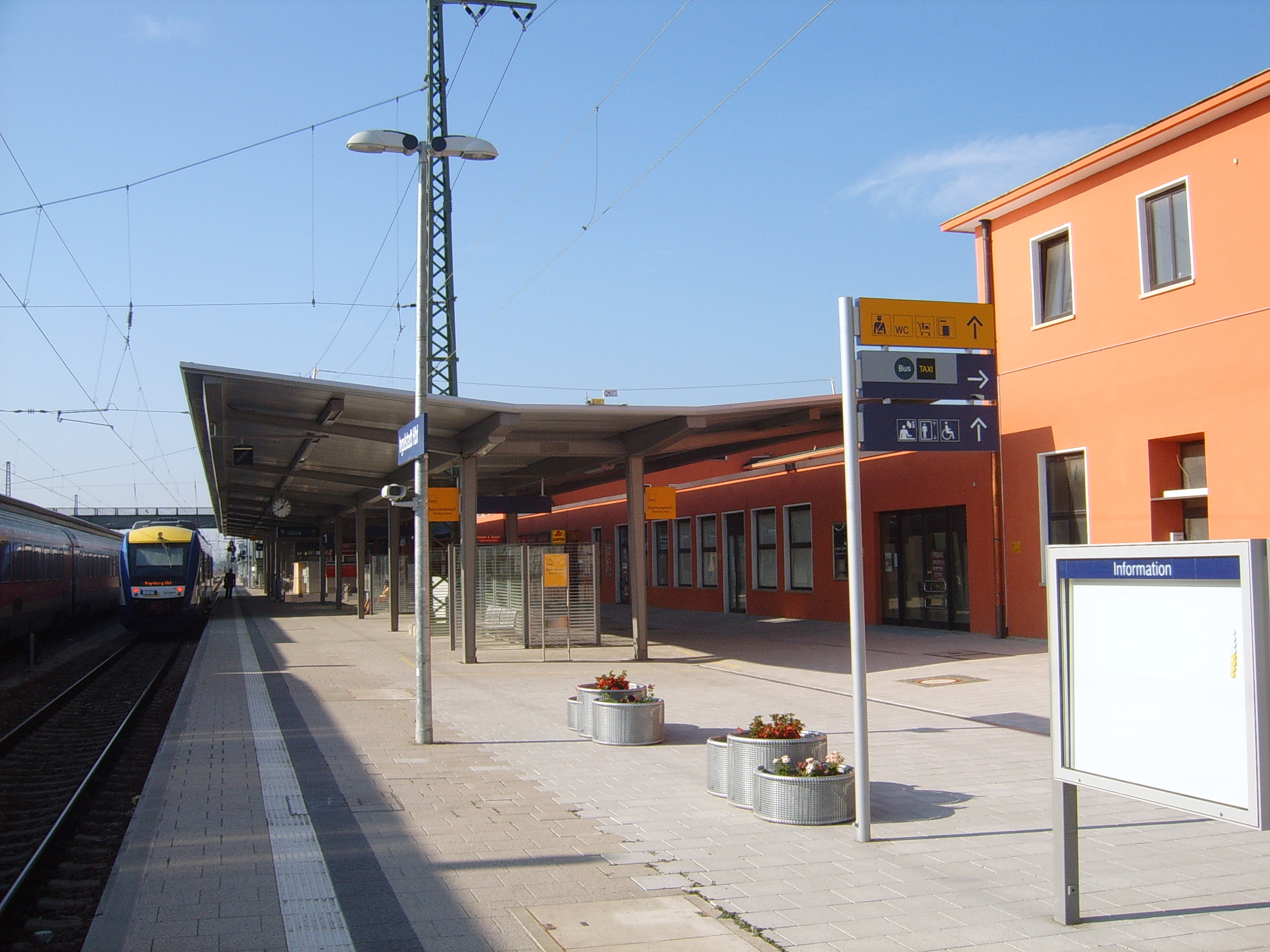
Az állomás vágányai

| Viszonylat          | 1971/72 téli menetrend (1971. szeptember 26. – 1972. május 27.) | 2005-ös éves menetrend (2004. december 12. – 2005. december 10.) | 2009-es éves menetrend (2009. december 13. – 2010. december 10.) |
| ------------------- | --------------------------------------------------------------- | ---------------------------------------------------------------- | ---------------------------------------------------------------- |
| Ingolstadt–München  | 35 perc (IC 126)                                                | 47 perc (IC 2512)                                                | 36 perc (ICE 729)                                                |
| Nürnberg–Ingolstadt | 58 perc (IC 126)                                                | 1 h 4 perc (IC 2464)                                             | 26 perc (ICE 827)                                                |

### Távolsági forgalom
| Járat  | Útvonal | Ütem             |
| ------ | --- | ---------------- |
| ICE 25 | Lübeck – Hamburg – Hannover – Göttingen – Kassel-Wilhelmshöhe – Würzburg – Nürnberg – Ingolstadt – München – Garmisch-Partenkirchen | kétóránként      |
| ICE 18 | Hamburg-Altona – Berlin Hbf – Halle – Erfurt – Nürnberg – Ingolstadt/Augsburg – München                                             | bizonyos vonatok |
| ICE 28 | (Hamburg –) Berlin – Leipzig – Jena Paradies – Nürnberg – Ingolstadt – München – Rosenheim – Innsbruck                              | kétóránként      |
| ICE 31 | Kiel – Hamburg – Osnabrück – Dortmund – Düsseldorf – Köln – Frankfurt (Main) – Würzburg – Nürnberg – Ingolstadt – München           | bizonyos vonatok |
| ICE 41 | (Dortmund –) Essen – Düsseldorf – Frankfurt (Main) – Würzburg – Nürnberg – Ingolstadt – München (– Garmisch-Partenkirchen)          | bizonyos vonatok |

### Regionális forgalom
| Járat | Útvonal                                                                                           | Ütem                                            |
| ----- | ------------------------------------------------------------------------------------------------- | ----------------------------------------------- |
| RE    | München-Nürnberg-Express: München – Pfaffenhofen – Ingolstadt – Allersberg – Nürnberg             | kétóránként München–Nürnberg, hétvégén óránként |
| RE    | München-Nürnberg-Express: München – Pfaffenhofen – Ingolstadt                                     | kétóránként München–Nürnberg, hétvégén óránként |
| RE    | München-Nürnberg-Express: Ingolstadt – Allersberg – Nürnberg                                      | kétóránként München–Nürnberg, hétvégén óránként |
| RB    | München – Pfaffenhofen – Ingolstadt (– Ingolstadt Nord)                                           | bizonyos vonatok                                |
| RB    | München – Pfaffenhofen – Ingolstadt – Eichstätt Bahnhof – Treuchtlingen (kétóránként: – Nürnberg) | óránként                                        |
| RB    | Ingolstadt – Eichstätt Bahnhof – Treuchtlingen – Nürnberg                                         | bizonyos vonatok                                |
| as    | Eggmühl – Regensburg – Ingolstadt – Donauwörth – Günzburg – Neu-Ulm – Ulm                         | kétóránként hétvégén                            |
| ag    | (Landshut – Neufahrn –) Eggmühl – Regensburg – Ingolstadt – Donauwörth – Günzburg – Neu-Ulm – Ulm | óránként, hétvégén kétóránként                  |
| ag    | (Landshut – Neufahrn – Eggmühl –) Regensburg – Ingolstadt                                         | bizonyos vonatok                                |
| BRB   | Ingolstadt – Schrobenhausen – Aichach – Augsburg                                                  | óránként                                        |
| BRB   | Ingolstadt – Ingolstadt Nord – Eichstätt Bahnhof – Eichstätt Stadt                                | óránként csúcsidőben                            |

### Teherforgalom

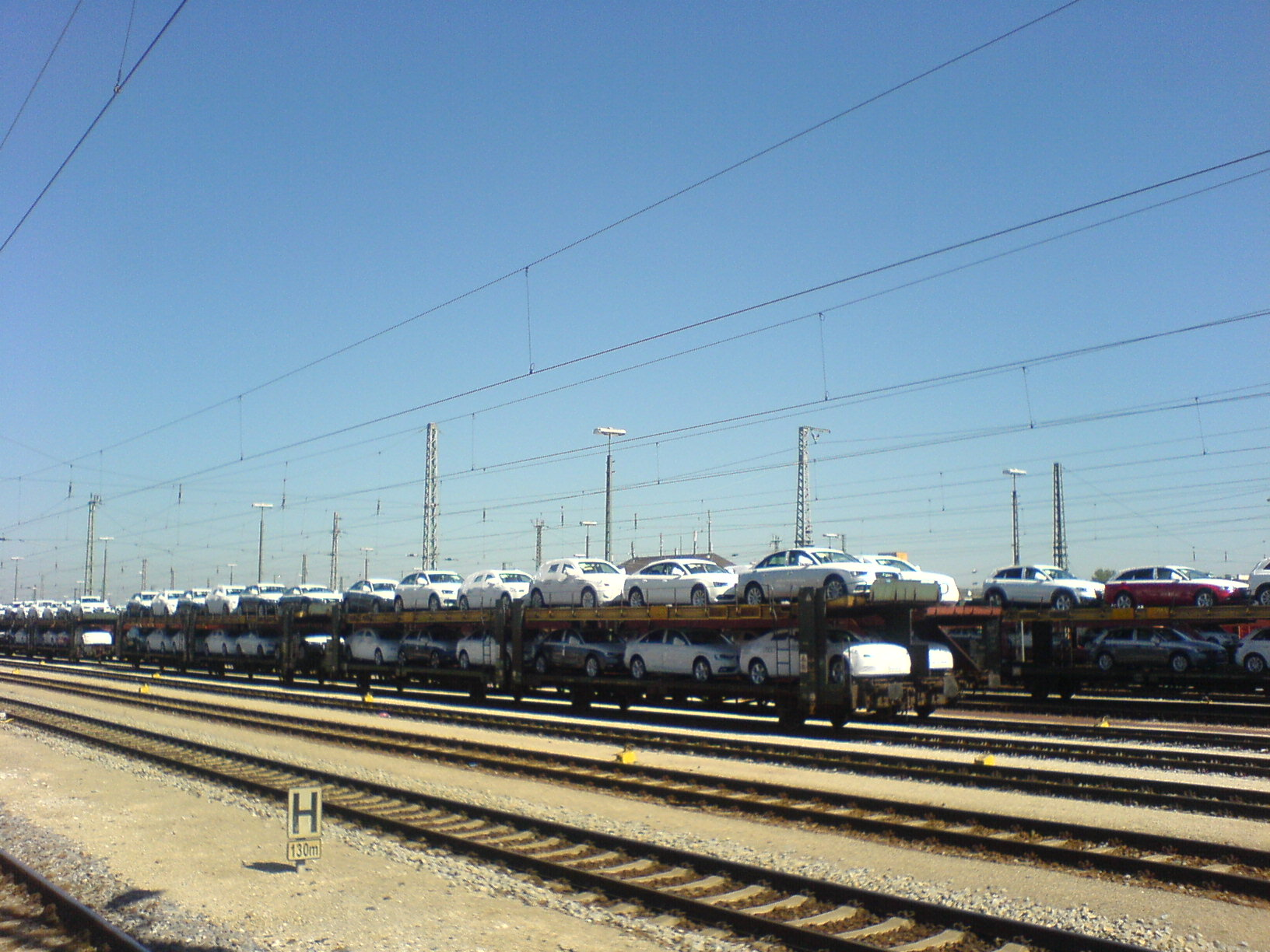
Audi személyautók tehervagonokon

Ingolstadtban van az Audi legnagyobb autógyára, így az állomás teherforgalmának jelentős részét az autógyártás alapanyagai és a már elkészült autók teszik ki. Folyamatosan rendezik a nyitott és fedett autószállító vagonokat, melyek teljesen tele vannak az új Audi személygépkocsikkal.

### Autóbuszok
| Linie | Strecke |
| ----- | --- |
| 10    | Herschelstraße - ZOB - Hauptbahnhof - Schulzentrum Südwest - Knoglersfreude                                                                     |
| 11    | Audi - ZOB - Hauptbahnhof - Südfriedhof - Seehof - Urnenfelderstraße                                                                            |
| 16    | Klinikum - Westpark - ZOB - Hauptbahnhof - Unsernherrn - Manching - Geisenfeld                                                                  |
| 17    | Hauptbahnhof - Pionierkaserne - Manchinger Straße - Steinheilstraße                                                                             |
| 18    | ZOB - Hauptbahnhof - Baar-Ebenhausen - Reichertshofen - Langenbruck                                                                             |
| 31    | Oberhaunstadt - Nordbahnhof - Rathausplatz - Schulzentrum Südwest - Hauptbahnhof                                                                |
| 44    | (GVZ -) Audi - Waldeysenstraße - Nordfriedhof - Nordbahnhof - ZOB - Hauptbahnhof - Oberbrunnenreuth - Zuchering - Hagau (- Karlshuld - Pöttmes) |
| X11   | Hauptbahnhof - Audi TE |
| 9221  | (Riedenburg - Bettbrunn -) Kasing - Kösching - Lenting - Oberhaunstadt - Nordbahnhof - ZOB (- Hauptbahnhof)                                     |
| 9226  | Appertshofen - Stammham - Hepberg - Lenting - Oberhaunstadt - Nordbahnhof - ZOB (- Hauptbahnhof)                                                |
| N12   | ZOB - Hauptbahnhof - Südfriedhof - Unterbrunnenreuth - Seehof - Urnenfelderstraße                                                               |
| N14   | ZOB - Hauptbahnhof - Oberbrunnenreuth - Zuchering - Hagau                                                                                       |
| S6    | Audi - Nordbahnhof - Rathausplatz - Hauptbahnhof - Zuchering - Hagau - Karlskron                                                                |
| 6008  | RBO-Linie Regensburg – Saal/Donau – Abensberg – Neustadt/Donau – Hauptbahnhof                                                                   |